# Doggie Heaven
Doggie Heaven es un  cortometraje dirigido por James Wan y estrenado en 2008

## Argumento
Un joven llamado Neil, que atropella involuntariamente a un perro, muere a manos de la dueña del can, pero su situación se agrava cuando por error va a parar al cielo de los perros.

## Reparto
- Leigh Whannell como Neil.

- Datos: Q4425747